# Raúl Córdoba
Raúl Córdoba Alcalá (13 de març de 1924 - 17 de maig de 2017) fou un futbolista mexicà.

## Selecció de Mèxic
Va formar part de l'equip mexicà a la Copa del Món de 1950.